# Helmuth Weidling
Helmuth Weidling   (Halberstadt, 2 de novembre de 1891 - Vladímir, 17 de novembre de 1955), nom complet Helmuth Otto Ludwig Weidling, fou un oficial del Heer alemany abans i durant la Segona Guerra Mundial. Weidling va ser el darrer comandant de la Zona Defensiva de Berlín durant la batalla de Berlín, i comandà la defensa de la ciutat contra les forces soviètiques, rendint-se finalment abans del final de la Segona Guerra Mundial a Europa.
Va ser condecorat amb la Creu de Cavaller amb Fulles de Roure i Espases, i va morir durant el captiveri soviètic.

## Biografia
Weidling va néixer el 2 de novembre de 1891 a Halberstadt, província de Saxònia. Ingressà a l'exèrcit el 1911, servint inicialment en un regiment d'artilleria a Breslau. El seu destí següent va ser a un batalló de globus a Tegel, al districte de Berlín, sent promogut a tinent el 10 d'agost de 1912.

### Segona Guerra Mundial
El novembre de 1938, Weidling va ser promogut a Oberst del 56è regiment d'artilleria. Participà en aquest regiment en la Invasió de Polònia de 1939. L'abril del 1940, va ser nomenat comandant d'artilleria del XL Panzerkorps, comandant-lo durant la batalla de França i durant les etapes inicials de l'operació Barbarroja.
L'1 de gener de 1942, encara destinat al Front Oriental, Weidling va ser nomenat comandant de la 86a divisió d'infanferia. Un mes després, va ser promogut a majorgeneral. L'1 de gener de 1943 va ser promogut a Generalleutnant.

### El XLI Panzerkorps
El 15 d'octubre de 1943, Weidling va ser nomenat comandant del XLI Panzer Korps. Va rebre el comandament de la unitat després que aquesta prengués part en la batalla de Kursk entre el 4 i el 20 de juliol. Dos mesos després, va ser promogut al rang de General der Artillerie.
Weidling comandà el XLI Panzer Korps fins al 10 d'abril de 1945. Va haver un breu parèntesi en el seu comandament, entre 19 de juny i l'1 de juliol de 1944. Durant aquest període, el Generalleutnant Edmund Hoffmeister va comandar-lo durant les primeres etapes de l'operació Bagration. Hoffmeister estava al comandament quan la major part del IX Armee del general Hans Jordan, juntament amb el XLI Panzer Korps, va quedar encerclat pels soviètics durant l'ofensiva Bobruysk. Weidling tornà al comandament després d'aquesta desastrosa operació, però el XLI Panzer Korps estava virtualment destruït.
El XLI Panzer Korps va ser reconstruït com a part del IV Armee. El IV Armee, a les ordres del general Friedrich Hoßbach, va rebre ordres de mantenir les línies de Prússia Oriental. El 10 d'abril de 1945, després que els soviètics llancessin l'ofensiva de Prússia Oriental, Weidling va ser rellevat del seu comandament i transferit a la Reserva d'Oficials.
La Reserva d'Oficials formava part de l'Alt Comandament de l'Exèrcit (OKH). Dos dies després del seu trasllat, va ser nomenat comandant del LVI Panzer Korps. Aquest cos formava part del Grup d'Exèrcits Vístula (Heeresgruppe Weichsel) del general Gotthard Heinrici. En aquest moment, començà la participació de Weidling en la batalla de Berlín.

### El LVI Panzerkorps
El 16 d'abril de 1945, Weidling es preparà per prendre part en la batalla dels turons de Seelow, dins de la batalla de l'Oder-Neisse. El LVI Panzer Korps de Weidling era al centre, flanquejat pel CI Cos a la seva esquerra i el XI Panzer-SS Korps a la dreta. Tots tres cossos formaven part del IX Armee del General Theodor Busse, que defensaven els turons per damunt del riu Oder. Si bé tenien unes bones posicions defensives, també anaven molt curts de tancs. Heinrici, comandant de Weidling, reconegué la mancança a primera hora del dia, mentre que Hitler havia ordenat el traspàs de 3 divisions Panzer del Grup d'Exèrcits Vístula al comandament del recent promogut Generalfeldmarschall Ferdinand Schörner.
El 19 d'abril, el Grup d'Exèrcits Centre de Schöner es col·lapsava i la posició del Grup d'Exèrcits Vístula s'havia tornat insostenible. Heinrici va veure's forçat a fer retrocedir el que quedava de les seves tropes, incloent el LVI Panzer Korps de Weidling. La línia defensiva dels turons de Seelow era la darrera línia defensiva d'importància als afores de Berlín: amb la pèrdua d'aquesta posició, el camí de Berlín quedava obert a l'avanç soviètic. Per a escapar de l'encerclament i de l'anihilació total, Weidling va fer retrocedir el seu cos juntament amb la resta del Grup d'Exèrcits Vístula.

### Comandant de la Zona Defensiva de Berlín
El 22 d'abril, Hitler ordenà que Weidling fos executat per un escamot d'afusellament per haver-se retirat davant l'avanç de les tropes soviètiques, la qual cosa era desobeir les ordres de resistir. Per tant, les accions de Weidling implicaven la sentència de mort; però la situació es convertí en un malentès que va poder solucionar-se abans que tingués lloc l'execució.
El 23 d'abril, Hitler nomenà Weidling comandant de la Zona Defensiva de Berlín. Weidling substituïa en el càrrec al Generalleutnant Helmuth Reymann, a l'Oberst Ernst Kaether i al mateix Hitler. Reymann només havia ocupat el càrrec des del 6 de març. Començant el 22 d'abril, Kaether l'havia tingut un únic dia; i per un breu període, Hitler prengué personalment el control de les defenses de la capital, amb el Major General Erich Bärenfänger com a adjunt. Específicament, se li ordenà que lluités fins al darrer home i que no es rendís. Després d'assabentar-se del nomenament, Weidling afirmà "preferiria ser afusellat que aquest nomenament"

#### Els defensors
Les forces de què disposava Weidling per defensar la ciutat incloïen uns 45.000 soldats de divisions malmeses del Heer i les Waffen-SS. Aquestes tropes estaven suplementades per membres de la policia de Berlín, nois de les Joventuts Hitleriànes, i uns 40.000 vells reclutats com el Volkssturm. El comandant del districte central de la capital era el SS Brigadeführer Wilhelm Mohnke; qui havia estat nomenat per Hitler i que disposava d'uns 2.000 homes sota les seves ordres directes. El nucli d'aquest grup de combatents eren els 800 membres del batalló de guàrdies de la Leibstandarte Adolf Hitler, destinats a protegir el Führer. Posteriorment, els soviètics estimaren que el nombre de defensors de Berlín ascendia a 180.000, però aquesta xifra es basava en la quantitat de presoners que van fer, entre els quals s'incloïen tots aquells homes d'uniforme, com membres ferroviàris, bombers o del Reichsarbeitsdienst.
Weidling organitzà les defenses en 8 sectors, nomenats de "A" a "H". Cada sector estava comandat per un coronel o un general, la major part dels quals no tenia experiència de combat. A l'oest de la ciutat hi era la 20a Divisió Panzergrenadier, al nord, la 9a divisió Fallschirmjäger; al nord-est, la divisió panzer "Müncheberg"; i al sud-est de la ciutat i a l'est de l'aeroport Tempelholf, l'11a Divisió Panzergrenadier SS Nordland. La reserva de Weidling, la 18a Divisió Panzergrenadier, era al districte central de Berlín.
El 25 d'abril, Weidling ordenà al Generalmajor der Reserve Major-General Werner Mummert, comandant de la "Müncheberg", que prengués el comandament del LVI Cos. Weidling ordenà que el comandament del "Müncheberg" passés a mans del coronel Hans-Oscar Wöhlermann, comandant de l'artilleria de la ciutat.
El 26 d'abril, Weidling ordenà a la "Müncheberg" i al Nordland que ataquessin cap a l'aeroport Tempelholf i cap a Neukölln. D'inici, amb els seus darrers 10 tancs, la Müncheberg va poder progressar davant uns sorpresos soviètics; però ben aviat la sorpresa s'esvaí i van trobar-se amb una defensa ferotge i diversos contraatacs locals que aconseguiren aturar l'atac blindat alemany.

#### El quarter general Bendlerblock
Cap al dia 26, Weidling escollí com a base d'operacions el vell quarter general de l'exèrcit a Bendlerstrasse, el "Bendlerblock". Aquest edifici estava ben equipat amb armes antiaèries i era a prop de la Cancelleria del Reich. Als soterranis del Bendlerblock, l'estat major de Weidling no sabia del cert si fora era dia o nit.

#### Inundació del metro de Berlín
Al vespre del 26 d'abril, Weidling rellevà Wöhlermann del comandament i Mummert va ser reinstaurat comandant de la divisió cuirassada "Müncheberg". Més tard, Weidling es presentà davant Hitler amb una proposta detallada per intentar una sortida de Berlín. Quan Weidling acabà, Hitler va moure el cap i va dir: "La seva proposta és perfecta. Però on ens porta? No tinc cap intenció de vagar pels boscos. Sóc aquí i aquí cauré al capdavant de les meves tropes. Vostè continuarà amb la defensa."
El 27 d'abril, a primera hora del matí, Hitler ordenà que el metro de Berlín fos inundat per tal d'alentir l'avanç dels soviètics. L'ordre de Hitler ocasionà que centenars de soldats alemanys sota el comandament de Weidling i de civils que s'havien refugiat als túnels s'ofeguessin.

#### Consells de guerra mòbils
A darrera hora del 27 d'abril, Weidling i les seves tropes estaven aïllats de la resta d'Alemanya. Mentre que la "Müncheberg" era enmig d'una lluita desesperada al Wilmersdorf, l'encerclament de Berlín era complet i les restes dels defensors de la ciutat estaven atrapats. L'oficina d'Informació Soviètica anuncià que les tropes soviètiques del 1r Front de Belarús havien travessat fortes defenses de la rodalia de Berlín i que, apropant-se des de l'est i el sud, havien enllaçat a Berlín i al nord-oest de Potsdam, capturant Gartenstadt, Siemenstadt, i l'estació de tren Goerlitzer a l'est de Berlín. Aquest enllaç aïllava Berlín de la resta del món.
Quan Weidling descobrí que una gran part de la darrera línia de les defenses alemanyes a Berlín eren en mans de les Joventuts Hitlerianes, ordenà al Reichsjugendführer Artur Axmann que dissolgués les formacions de combat de les HJ a la ciutat. Però enmig de la confusió regnant, aquesta ordre mai no es portà a terme. Al final, molts joves alemanys moririen defensant Berlín.

#### Detenció de l'avanç
El 29 d'abril l'Oficina d'Informació Soviètica anuncià que les tropes del 1r Front Belarús continuaven netejant els carrers de Berlín, ocupant el sector nord-oest de Charlottenburg fins a Bismarkstraße, la meitat occidental de Moabit i la part est de Schöneberg. Les tropes soviètiques del 1r Front d'Ucraïna ocuparen Friedenau i Grunewald, al nord-oest de Berlín.
Al vespre del 29 d'abril, el quarter general de Weidling, a Bendlerblock, era a només pocs metres de la línia del front. Weidling discutí amb els seus comandants de divisió la possibilitat de trencar pel sud per enllaçar amb l'exèrcit de Wenck. La seva punta de llança havia arribat al poble de Ferch, a la riba del Schwielowsee, prop de Potsdam. L'atac estava previst que s'iniciés la nit següent a les 22:00.
El 30 d'abril, l'Oficina d'Informació Soviètica anuncià que les tropes soviètiques del 1r Front de Belarús havien capturat Moabit, l'estació de tren d'Anhalter, Joachimsthal al nord de Berlín; i Neukölln, Marienwerder i Liebenwalde. Les tropes del 1r Front d'Ucraïna ocuparen la part sud de Wilmersdorf, Hohenzollerndamm, i l'estació de tren d'Halensee.

#### El Führerbunker
Durant les primeres hores del 30 d'abril, mentre que les tropes soviètiques continuaven avançant cap al centre de Berlín, el dictador alemany Adolf Hitler es casà amb Eva Braun al Führerbunker.
Durant el matí del 30 d'abril, amb els soviètics a menys de 500 metres del búnquer, Hitler es reuní amb Weidling, qui l'informà que la guarnició de Berlín es quedaria sense munició probablement aquella nit. Weidling demanà permís a Hitler per intentar un trencament, petició ja feta anteriorment sense èxit. Hitler no li respongué i Weidling tornà al seu quarter general, a Bendlerblock. Cap a les 13:00 rebé el permís de Hitler per intentar un atac aquella nit.
El matrimoni Hitler se suïcidà, ella ingerint cianur i ell prenent cianur i disparant-se. Alguns testimonis afirmarien posteriorment que havien sentit un tret cap a les 15:30. D'acord amb les instruccions prèvies de Hitler, els seus cossos van ser cremats.
Posteriorment, quan Weidling arribà al Führerbunker, va ser rebut per Goebbels, Bormann i Krebs. El portaren a la cambra de Hitler, on la parella s'havia suïcidat. Allà li van explicar que els seus cossos havien estat cremats i enterrats al cràter d'un obús del jardí. Weidling va haver de prometre que no repetiria aquesta notícia a ningú. L'única persona fora de Berlín que ho sabia era Stalin. Aquella nit s'intentà arranjar un armistici i el general Krebs informà el comandant soviètic que podia informar al Kremlin.
Un atordit Weidling va trucar al coronel Hans Refior, el seu cap d'estat major civil al Quarter General de Bendlerblock poc després. Weidling li digué que no podia explicar-li què havia passat, però que necessitava que se li unissin diversos membres del seu estat major, incloent el coronel Theodor von Dufving, el seu cap d'estat major militar.
D'acord amb el Testament d'Adolf Hitler, Joseph Goebbels, el Ministre de Cultura Popular i Propaganda esdevenia el Cap de Govern i Reichskanzler. L'1 de maig a les 03:15, el Reichskanzler Goebbels i Bormann, cap de la Cancelleria del Partit i secretari privat de Hitler, envià un missatge radiofònic a l'almirall Karl Dönitz, informant-lo de la mort de Hitler. D'acord amb la seva darrera voluntat, Dönitz era nomenat nou President d'Alemanya.
L'1 de maig, hores després del suïcidi de Hitler, el Reichskanzler Joseph Goebbels envià al general Hans Krebs i al cap d'estat major de Weidling oberst von Dufving, sota bandera blanca a parlar amb el general soviètic Vassili Txuikov, comandant del 8è Exèrcit de la Guàrdia al Berlín central. Krebs arribà poc abans de les 04:00, sorprenent a Txuikov. Krebs, antic agregat militar a Moscou, parlava un rus fluid i informà Txuikov que Hitler i Eva Braum, la seva esposa, s'havien suïcidat al Führerbunker. Txuikov, que no sabia que hi havia un búnquer sota la Cancelleria o que Hitler s'hagués casat, va dir calmat que ja ho sabia. Txuikov, però, no estava preparat per negociar amb Krebs. Els soviètics no volien acceptar res que no fos la rendició incondicional, i Krebs no estava autoritzat per Goebbels per a acordar una rendició incondicional.
La reunió entre Krebs i Txuikov acabà sense acord. D'acord amb Traudl Junge, secretària personal de Hitler, Krebs tornà al búnquer amb un aspecte esgotat, exhaust. La rendició de Berlín va retardar-se fins al suïcidi de Goebbels.
Al vespre de l'1 de maig, els fills del matrimoni Goebbels van ser assassinats pels seus pares. Cap a les 20:30, Goebbels ordenà a un guàrdia de les SS que l'acompanyés al jardí de la Cancelleria. Allà li ordenà que els matés i que cremés els seus cossos. Llavors, Weidling ja va poder negociar amb els soviètics.

### La rendició a Txuikov
El 2 de maig, el general Weidling i el seu cap d'Estat Major von Dufving, van trobar-se amb el general Txuikov. Weidling i Txuikov van tenir la següent conversa:
 Txuikov: "Vostè és el comandant de la guarnició de Berlín?" 
 Weidling: "Sí, sóc el comandant del LVI Panzerkorps." 
 Txuikov: "On és Krebs?" 
 Weidling: "El vaig veure ahir a la Cancelleria del Reich. Crec que s'ha suïcidat. Primer em va criticar perquè la capitulació no oficial començà ahir. L'ordre de capitular ha estat publicada avui." 
El general soviètic Vassili Sokolovski entrà amb una pregunta immediata. La conversa continuà: 
 Sokolovski: "On han marxat Hitler i Goebbels?" 
La pregunta va sorprendre a Weidling, però va mantenir la veu calmada mentre responia.
 Weidling: "Pel que sé, Goebbels i la seva família s'han suïcidat. El Führer va enverinar-se el 30 d'abril. La seva dona també va enverinar-se." 
 Txuikov: "Va sentir-ho o va veure-ho?" 
 Weidling: "Al vespre del 30 d'abril em trobava a la Cancelleria del Reich. Krebs, Bormann i Goebbels m'ho van dir." 
 Txuikov: "Així doncs la guerra s'ha acabat?" 
 Weidling: "Crec que cada mort innecessària és un crim... bogeria." 
Sokolovski tallà de nou.
 Sokolovski: "Publiqui una ordre exigint la rendició completa, per tal que no hi hagi resistència en sectors individuals. Millor tard que mai." 
 Weidling: "No tenim ni munició ni armament pesant, per tant la resistència no pot durar. Els alemanys estan confusos, i no em creuran si els dic que el Führer és mort." 
 Txuikov: "Escrigui una ordre per la capitulació completa. Així la seva consciència estarà tranquil·la." 
Dirigit per Txuikov i Sokolovski, Weidling posà per escrit la seva ordre de rendició. El document deia::
"El 30 d'abril de 1945, el Führer es va suïcidar, abandonant aquells que li havien jurat lleialtat. D'acord amb l'ordre del Führer, els soldats alemanys heu lluitat per Berlín malgrat el fet que no teníem munició i que la situació general feia que la nostra resistència fos sense sentit. Ordeno el cessament immediat de tota resistència. WEIDLING, General d'Artilleria, antic Comandant del Districte en la defensa de Berlín" 
Txuikov i Sokolovski repassaren el que Weidling havia escrit i la conversa continuà.
 Txuikov: "No cal que digui 'antic'. Encara sou el comandant." 
 Weidling: "Jawohl! Com s'ha de presentar, com una petició o una ordre?" 
 Txuikov: "Una ordre." 
La trobada entre Weidling i Txuikov acabà a les 08:23 del 2 de maig de 1945. Aquell mateix dia s'anuncià per megafonia l'ordre de rendició de Weidling i es distribuïren còpies entre els defensors. Amb l'excepció de zones aïllades de resistència i d'esforços desesperats per fugir, la batalla de Berlín havia acabat.

### Després de la batalla
El 27 de febrer de 1952, un tribunal militar soviètic sentencià a Moscou en Weidling a 25 anys d'empresonament per no haver-se rendit abans. En Weidling va morir el 17 de novembre de 1955, aparentment mentre es trobava sota custòdia del KGB a Vladímir. Els registres del KGB citaven com a causa de la mort esclerosi arterial i cardíaca juntament amb col·lapse circulatori.

## Retrats als mitjans
Helmuth Weidling ha estat interpretat pels següents actors:
- Gert Hänsch a la pel·lícula soviètica de 1971 Alliberament: L'Assalt Final.
- Michael Goodliffe a la pel·lícula britànica de 1973 Hitler: The Last Ten Days.[14]
- Michael Mendl a la pel·lícula alemanya Der Untergang.[15]
- El personatge també aparegué a la pel·lícula A Woman in Berlin (2008).

- Al documental Der Todeskampf der Reichshauptstadt (La mort sobre la capital del Reich) (1995) IMDB entry ISBN 3-937163-70-0

## Historial militar i condecoracions

### Dates de promoció
Fähnrich - 1911
 Leutnant 18/08/1912
 Hauptman - 01/06/1922
 Oberstleutnant – 01/09/1935
 Oberst - 01/03/1938
 Generalmajor – 01/02/1942
 Generalleutnant – 01/01/1943
 General der Artillerie - 01/01/1944

### Condecoracions
Creu de Cavaller amb Fulles de Roure i Espases:
 Creu de Cavaller: com Generalmajor i Comandant de la 86.Infanterie-Division / XXXXI.Panzer-Korps / 9.Armee / Grup d'Exèrcits Centre, Front Oriental (15/1/1943)
 Fulles de Roure (408): com General der Artillerie i Comandant del XXXXI.Panzer-Korps / 9.Armee / Grup d'Exèrcits Centre, Front Oriental (22/2/1944)
 Espases (115): com General der Artillerie i Comandant del XXXXI.Panzer-Korps, Front Oriental (28/11/1944)
 Creu Alemanya en Or com Generalmajor i Comandant de la 86.Infanterie-Division (23/6/1942)
 Creu de Ferro 1914 de I Classe (3/3/1916)
 Creu de Ferro 1914 de II Classe (9/10/1914)
 Barra de 1939 a la Creu de Ferro 1914 de I Classe (12/10/1939)
  Barra de 1939 a la Creu de Ferro 1914 de II Classe (18/9/1939)
 Creu al Mèrit Militar de III Classe amb Insígnia de Guerra (Àustria)
 Medalla de la Campanya d'Hivern a l'Est 1941/42 (1942)
 Medalla de l'1 d'octubre de 1938
 Creu d'Honor 1914-1918 (1934)
 Medalla del Llarg Servei a la Wehrmacht de I i IV classe
1 menció al  Wehrmachtbericht  (09/02/1944)